# Operação Esfinge
Operação Esfinge é uma operação da Polícia Federal do Brasil em conjunto com integrantes do Ministério da Fazenda e do Ministério Público Federal que investigam um grupo que teria praticado fraudes em licitações, desvio de recursos públicos, corrupção e lavagem de dinheiro no Rio.
Participaram da operação 25 policiais federais e 12 servidores da Corregedoria Geral do Ministério da Fazenda – Coger/MF.
Foi preso na operação Marcelo Fisch, auditor-fiscal e ex-chefe de Fiscalização da Receita, e sua mulher. Os dois foram indiciados pela Polícia Federal pelos crimes de corrupção ativa e corrupção passiva.
De acordo com os investigadores, o contrato fraudulento foi firmado com a Casa da Moeda e chegou a faturar mais de 6 bilhões de reais nos últimos seis anos. A ação é um desdobramento da Operação Vícios, deflagrada em julho de 2015. Um escritório de consultoria da quadrilha teria recebido 70 milhões de reais sem prestar os serviços contratados.